# Provinz São Pedro do Rio Grande do Sul

Inoffizielle Flagge der Provinz São Pedro do Rio Grande do Sul

Lage der Provinz im Kaiserreich Brasilien 1889.

Die Provinz São Pedro do Rio Grande do Sul, amtlich portugiesisch Província de São Pedro do Rio Grande do Sul, häufig verkürzt als Província Rio Grande do Sul, war eine am 28. Februar 1821 als Nachfolgerin des Kapitanats São Pedro do Rio Grande do Sul (1807–1821) gebildete Provinz des Kaiserreichs Brasilien mit der Hauptstadt Porto Alegre.

## Regierung
Mit Dekret vom 1. Oktober 1821 war für die Provinzen jeweils ein Provisorischer Regierungsrat (Juntas Provisorias do Governo) verordnet worden. Dieser war bei Rio Grande do Sul vom 22. Februar 1822 bis 8. März 1824 unter drei Präsidenten in vier verschiedenen Besetzungen amtierend. Erster Präsident der Provinz war João Carlos de Saldanha Oliveira e Daun. Am 8. März 1824 wurde José Feliciano Fernandes Pinheiro, Visconde de São Leopoldo, zum Präsidenten ernannt. Letzter Präsident war Justo de Azambuja Rangel im November 1889, danach wurde das Amt des Gouverneurs für die neuen Bundesstaaten geschaffen.
Die Legislative lag laut der von Kaiser Peter I. 1824 bekannt gegebenen Verfassung bei einem Organ der Allgemeinen Räte (Conselhos Gerais). Erst durch einen Verfassungszusatz von 1834 konnten Provinziallandtage (Assembléias Legislativas Provinciais) gebildet werden. Die erste Legislaturperiode wurde am 20. April 1835 mit 28 gewählten Abgeordneten eröffnet. Mehrheit hatte nach den ersten Wahlen am 7. April 1835 die 1832 gegründete separatistische Farrapen-Partei Partido Farroupilha, erster aus der Versammlung gewählte Präsident der Provinz wurde Antônio Rodrigues Fernandes Braga.

## Geschichte
Mit der Farrapen-Revolution spaltete sich zwischen 1835 und 1845 das Gebiet als República Rio-Grandense vom Kaiserreich ab, bildete hernach nach dem Vertrag von Ponche Verde aber wiederum eine Provinz des Kaiserreichs und war ab dem 15. November 1889 Bundesstaat der neuproklamierten Republik Brasilien. Im Jahr 1850 wurden die heute noch aktuellen Grenzen mit Uruguay vereinbart.

## Verwaltungsgliederung
Zu Beginn bestand die Provinz aus fünf Verwaltungsbezirken, von denen vier bereits seit 1809 bestanden: 1. Município de Porto Alegre mit Sitz in Cidade de Porto Alegre; 2. Município de Rio Pardo mit Sitz in Vila do Rio Pardo (dieses Munizip aus Pampa und Urwald entsprach etwa 80 % der heutigen Fläche Deutschlands); 3. Município do Rio Grande mit Sitz in Vila do Rio Grande de São Pedro; 4. Município de Santo Antônio da Patrulha mit Sitz in Vila de Santo Antônio da Patrulha; 5. Município da Cachoeira mit Sitz in Vila da Cachoeira (heute Cachoeira do Sul). Zusätzlich war im Grenzgebiet zu Argentinien die Província das Missões (Provinz der Missionen) gebildet worden. Bei Beginn der Farrapen-Revolution 1835 verzeichnete die Republik Piratini bereits 14 als Munizipien bezeichnete Verwaltungsbezirke, bei der Bundesstaatsgründung 1889 waren es 61 Städte. Der heutige Bundesstaat ist in 497 Munizipien aufgeteilt (Stand 2016).